# Фамулевич, Олег Валентинович
Олег Валентинович Фамулевич (род. 30 августа 1975, Лиепая) — украинский футболист, вратарь.

## Биография
Воспитанник ДЮСШ Лиепая. Начал карьеру 1993 году в «Чайке» из Охотниково, выступающей в любительском чемпионате Украины. В 1995 году перешёл в бельцкую «Олимпию», где в основном выступал за фарм-клуб, проведя в чемпионате Молдавии два матча. После этого защищал цвета чешского клуба «Бенешов» из низших лиг.
С 1998 по 1999 год был запасным вратарём в житомирском «Полесье», выступающем в Первой лиге Украины.
В дальнейшем играл за любительские клубы «Даника» (Симферополь) и «Феникс-Ильичёвец» (Калинино). Лучший вратарь чемпионата Крыма 2004 года в составе «Элима». В сезоне 2007/08 играл за любительский клуб «Шварц» в Чехии.
После завершения карьеры игрока стал тренером. Его первым клубом в качестве тренера был «Феникс-Ильичёвец» (2006—2007), где Фамулевич работал с Алексем Антюхиным и Сергем Леженцевым. Далее трудился в «Еднисти» из села Плиски (2008—2009). С 2001 по 2013 год — тренер вратарей в стрыйской «Скале». После этого являлся тренером вратарей в юношеской команде «Таврии» и тренером в СДЮСШОР «Спартак» (Симферополь).
В 2016 году являлся тренером «КФУ-Бахчисарай», где позднее занимал должность спортивного директора. В 2018 году был тренером алуштинского «Ахмата».
С 2019 года работает в МФА Мукачево, где обучается его сын. В 2023 году получил тренерскую лицензию категории «В».